# Aguirre megye
Aguirre egy megye Argentína északi részén, Santiago del Estero tartományban. Székhelye Pinto.

## Népesség
A megye népessége a közelmúltban a következőképpen változott:
| Év   | Lakosság |
| ---- | -------- |
| 2001 | 7026     |
| 2010 | 7610     |